# Station Krzemionki
Station Krzemionki is een spoorwegstation in de Poolse plaats Bielsko-Biała.